# Tres torres de Yokohama

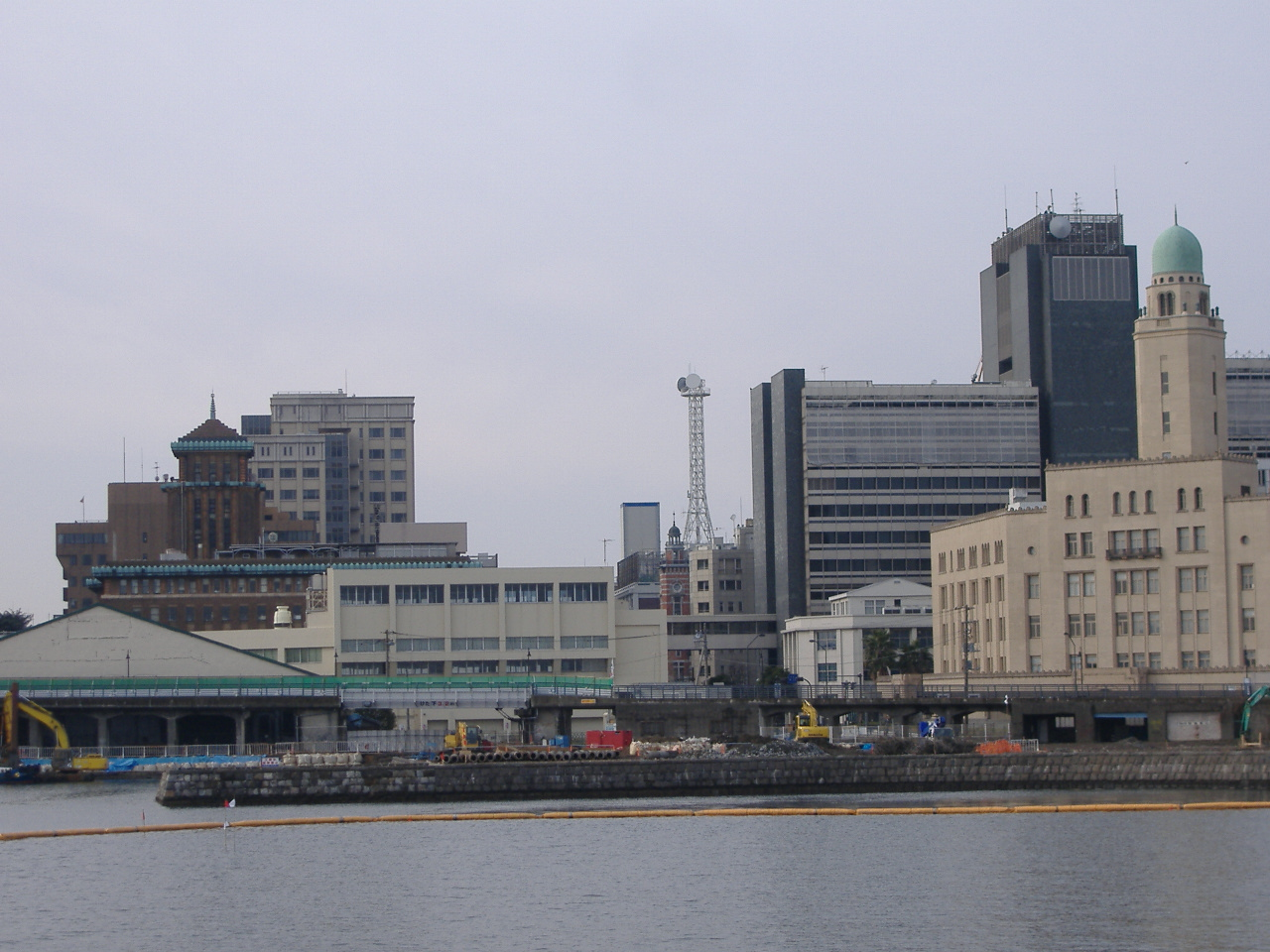
Las tres torres de Yokohama vistas desde Akarenga.

Las tres torres de Yokohama (横浜三塔 Yokohama santō?) son un grupo de torres históricas en el puerto de Yokohama. Se les ha dado nombre de cartas de póker en inglés, The King, el Rey ( キングの塔?), The Queen, la Reina ( クイーンの塔?) y The Jack, la Jota o la sota ( ジャックの塔?). La mejor vista de las tres torres se consigue desde el muelle de Ōsanbashi.

## Las torres
La torres pertenecen a los siguientes edificios:
- Museo de la Aduana de Yokohama (The Queen)
- Gobierno Prefectural de Kanagawa (The King)
- Edificio conmemorativo de la apertura del puerto de Yokohama (The Jack)

## Leyendas
Una leyenda habla de que se concederán los deseos que se hagan mientras se ven las tres torres. El origen varía según versiones, como la de un marinero extranjero cuyo deseo se cumplió tras ver las tres torres, o lo afortunadas que fueron las tres estructuras tras resistir el Gran terremoto de Kantō de 1923, aunque la Reina no se concluyó hasta 1934.

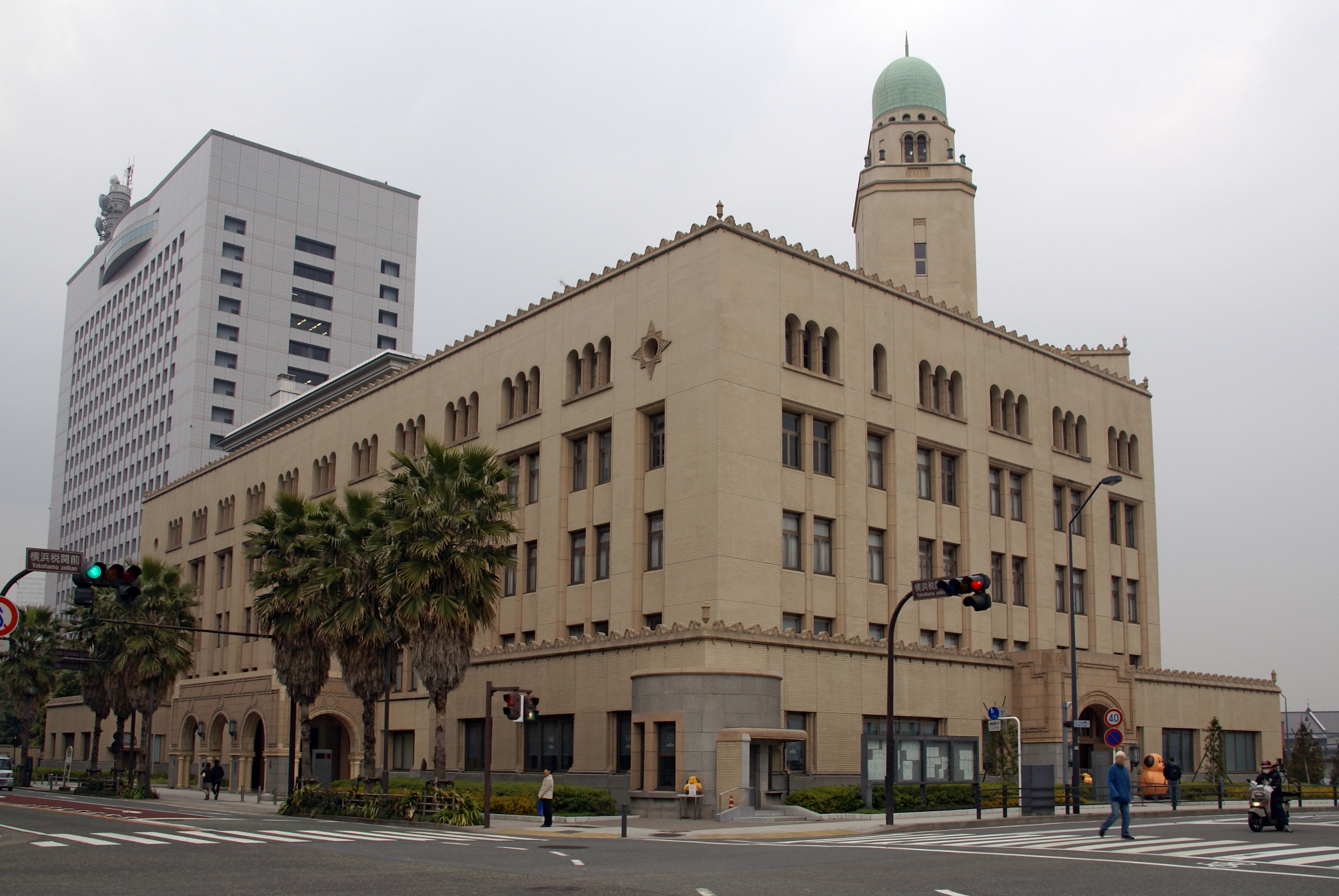
Museo de la Aduana de Yokohama
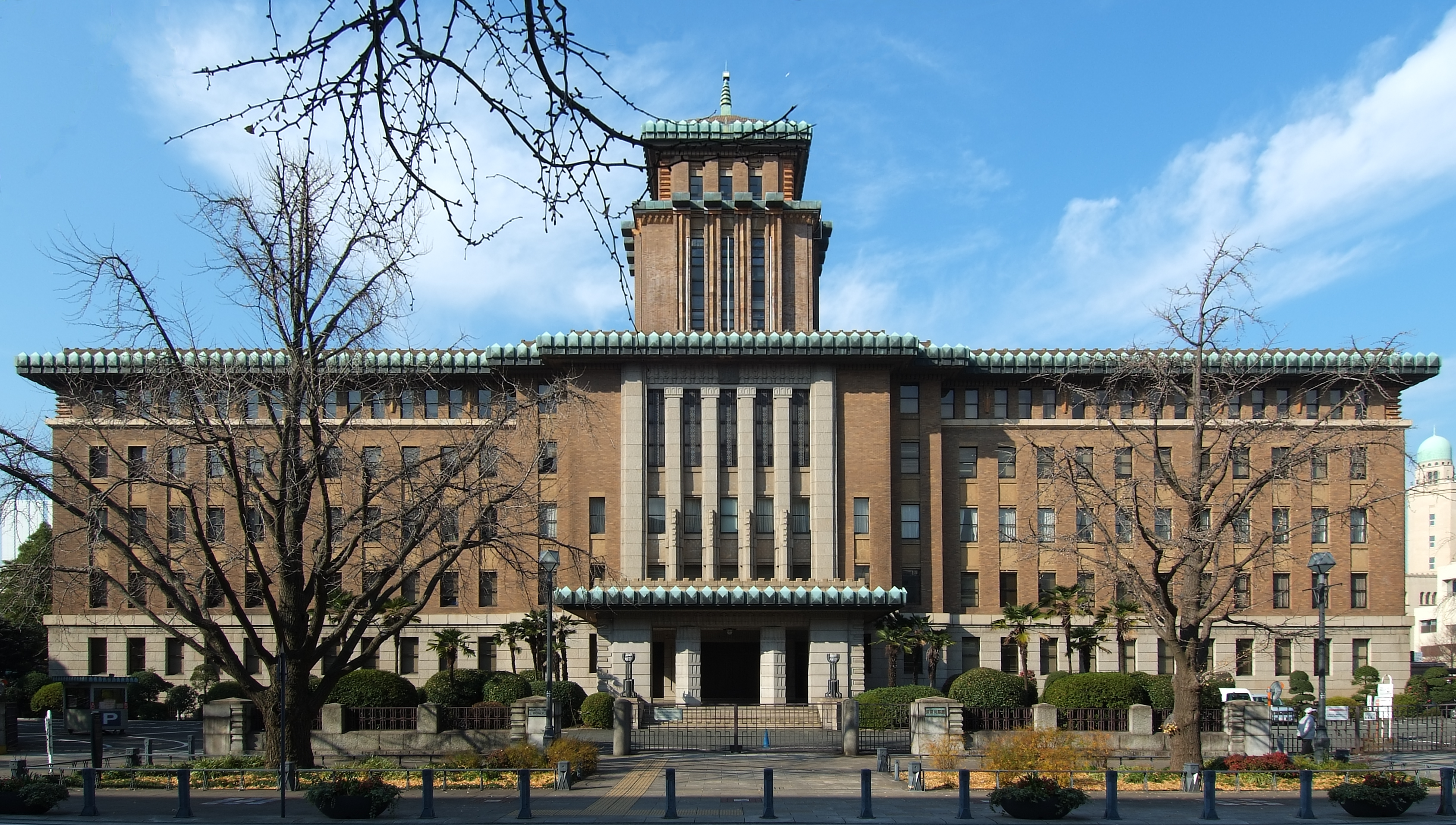
Gobierno Prefectural de Kanagawa
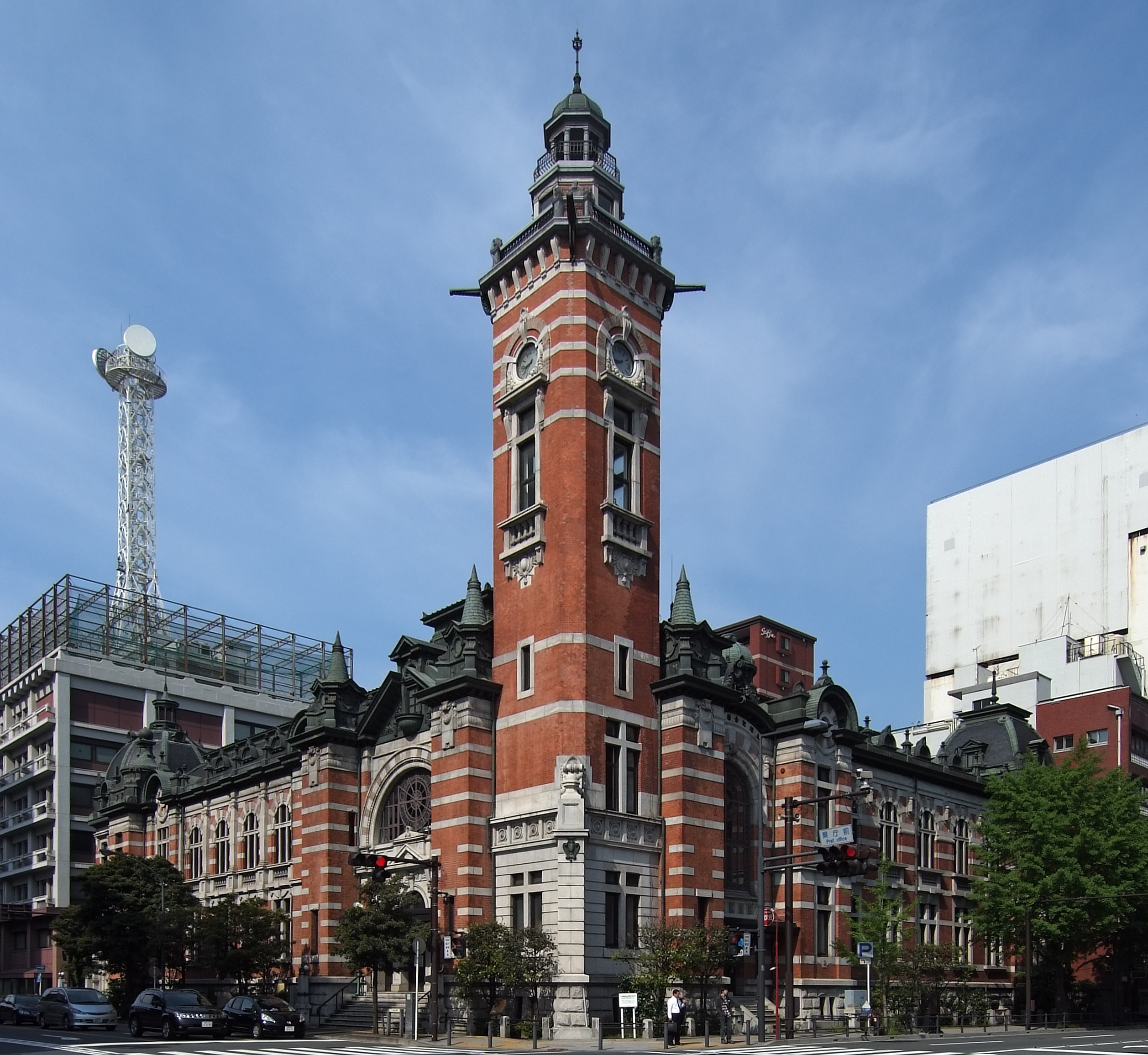
Edificio conmemorativo de la apertura del puerto de Yokohama
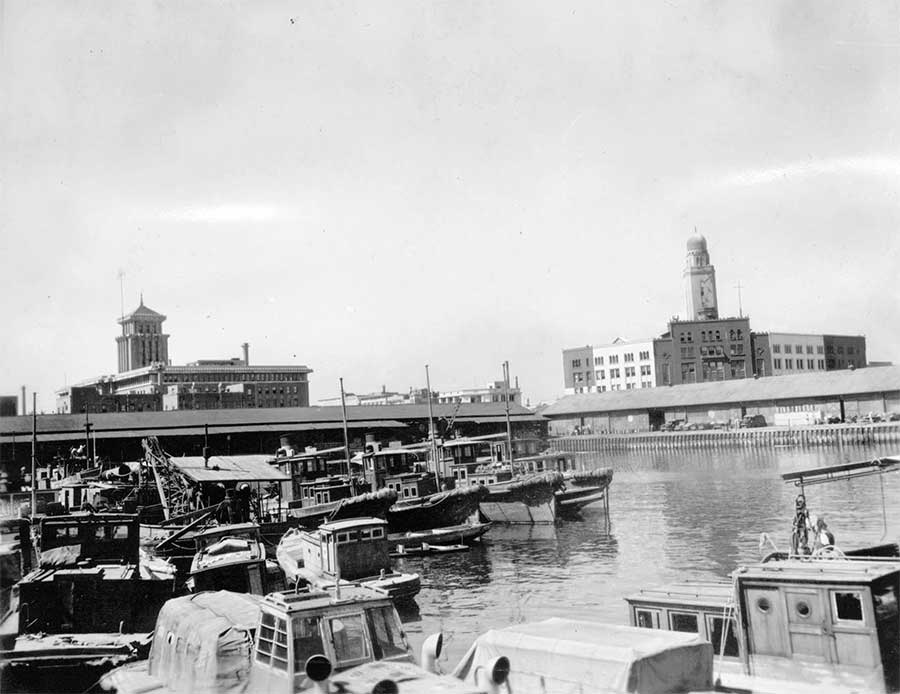
Dos de las torres en 1945